# CoRoT-4b
CoRoT-4b is een exoplaneet die rond de ster COROT-4 draait. De planeet is ontdekt tijdens de Franse COROT-missie in 2008. Met een massa van 0,72 MJup wordt de planeet geclassificeerd als een gasreus.